# Ludwig Hussak
Ludwig Hussak (Vienna, 31 luglio 1883 – 5 luglio 1965) è stato un calciatore austriaco, di ruolo attaccante.

## Carriera

### Nazionale
Ha collezionato 14 presenze con la propria Nazionale.

## Palmarès

### Club

#### Competizioni internazionali
- Challenge-Cup: 1

Vienna Cricketer: 1902